# Aegidium dominicensis
Aegidium dominicensis är en skalbaggsart som beskrevs av Cartwright och Fortuné Chalumeau 1977. Aegidium dominicensis ingår i släktet Aegidium och familjen Hybosoridae. Inga underarter finns listade i Catalogue of Life.